# Asendia
Die Asendia Management SAS ist ein französisch-schweizerisches Postunternehmen. Das Unternehmen tritt unter der Marke Asendia by La Poste & Swiss Post auf.

## Geschichte
Am 6. Juli 2012 sind La Poste und Die Schweizerische Post eine Partnerschaft bei ihren grenzüberschreitenden Versandaktivitäten eingegangen. Im Dezember 2011 hatten die Partner angekündigt, das Joint Venture gründen zu wollen. Asendia Management ist ein Gemeinschaftsunternehmen, an dem beide Partner zu je 50 % beteiligt sind. Das Ziel von Asendia ist die Marktführerschaft im Bereich «B2C-Lösungen» für den internationalen Postversand zu erlangen.
2020 profitierte Asendia von den, durch die Einschränkungen der Corona-Pandemie, verfügbaren Kapazitäten der Fluggesellschaften und dem gestiegenen Paketaufkommen im Bereich des Online-Versandhandels. Mithilfe aktuell verfügbar gewordener Passagierflugzeuge baute Asendia ein Frachtnetz für Kleinwarensendungen auf. Dies sowie die direkte Beteiligung des Unternehmens an der irischen eShop World erbrachten im Wirtschaftsjahr einen Umsatz der Unternehmensgruppe von mehr als 1,8 Milliarden Euro.

## Produkte und Services

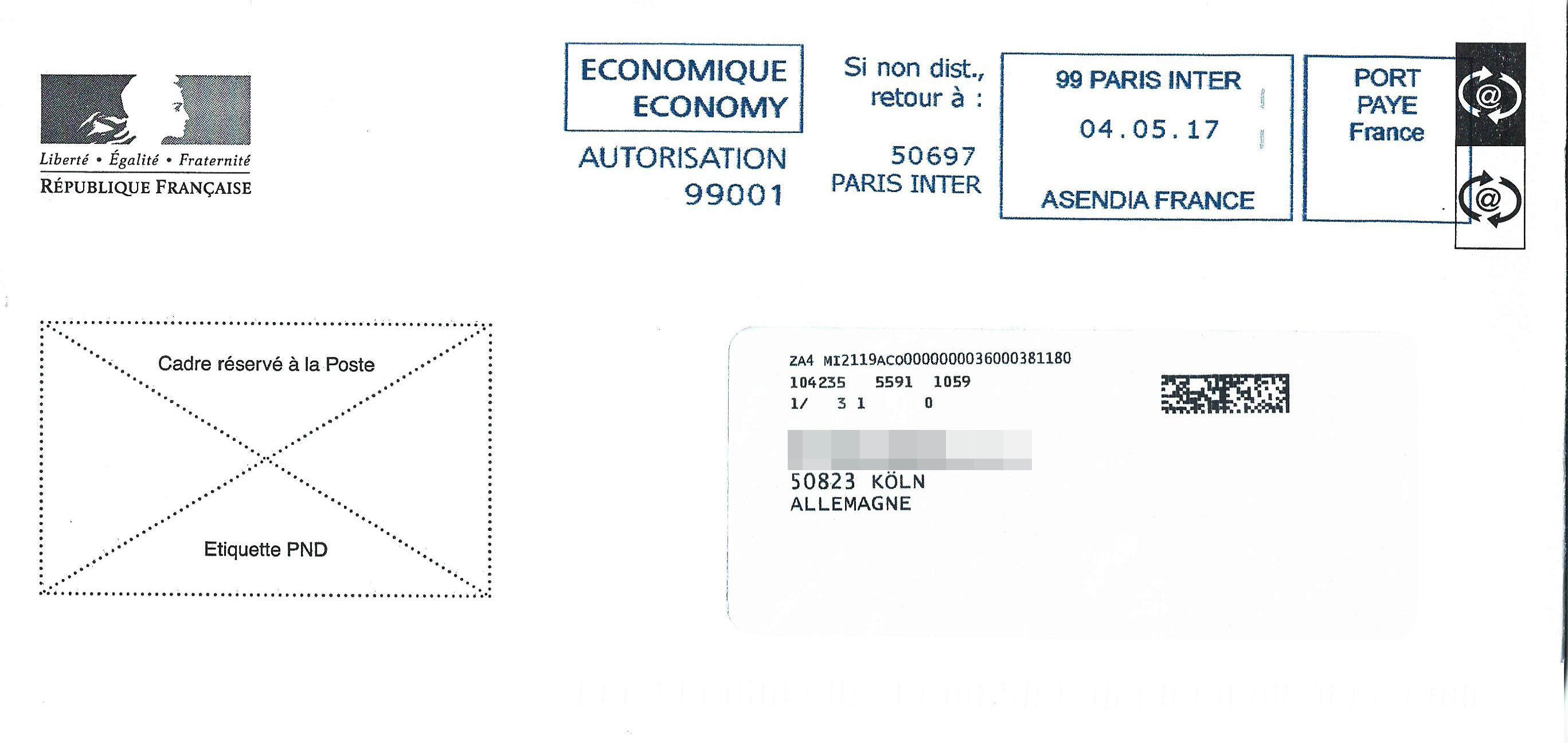
Briefumschlag, bearbeitet durch Asendia.

Die Angebotspalette von Asendia umfasst den weltweiten Versand von Werbe- und Geschäftsbriefen, Kleinwaren, Zeitungen und Zeitschriften sowie spezifische Gesamtlösungen entlang der gesamten Wertschöpfungskette für die Branchen Versandhandel, Verlage und Medien. Geografischer Schwerpunkt der geschäftlichen Aktivitäten sind die dominierenden Märkte in Europa, den USA und Asien.
2023 gibt Asendia bekannt, eine für den Produktversand von Online-Händlern in die Schweiz spezialisierte Komplettlösung in Form einer Plattform anzubieten. Das Produkt integriert die Zustellung, Zollabwicklung, Retouren und Rückerstattungen für Webshops, um internationalen Unternehmen den Absatz ihrer Produkte in die Schweiz zu vereinfachen.

## Geschäftsleitung
Den Vorsitz des Verwaltungsrats übernimmt Ulrich Hurni, Leiter «Operations» von der Schweizerischen Post. Marc Pontet, ehemaliger Stellvertretender CEO, Marketing- und Sales-Verantwortlicher von «Courrier» und CEO von «La Poste Global Mail», wurde zum Chief Executive Officer ernannt.

## Standorte
Asendia ist derzeit mit über 1000 Mitarbeitern auf drei Kontinenten – Europa, Nordamerika und Asien – tätig und verfügt über 25 Standorte in folgenden 15 Ländern: Österreich, Belgien, Dänemark, Frankreich, Deutschland, Großbritannien, Hongkong, Italien, Niederlande, Norwegen, Singapur, Spanien, Schweden, Schweiz und den Vereinigten Staaten.